# Adolf van Gulik-Berg
Adolf van Gulik-Berg (circa 1370 - Keulen, 14 juli 1437) was de eerste dubbel-hertog van Berg en Gulik. Hij is bekend als hertog Adolf IX van Berg (1408-1437) of hertog Adolf I van Gulik (1423-1437). Van 1395 tot 1402 was hij graaf van Ravensberg.

## Familie
Adolf behoorde tot het gravenhuis van Gulik-Heimbach. Zijn vader was Willem I († 1408), hertog van Berg en graaf van Ravensberg en zijn moeder was Anna († 1415), prinses van het keurvorstendom van de Palts. De twee oudere broers van Adolf waren geestelijken, dus Adolf zag zichzelf als de nieuwe heerser van Berg. 
Adolf huwde tweemaal. Eerst was hij getrouwd met Yolande († 1421) van Bar, dochter van Robert I van Bar. Uit dit huwelijk had hij een zoon, Ruprecht († 1431/33), die hij op 26 november 1426 liet huwen met de 20 jaar oudere Maria van Harcourt, de weduwe van Reinoud IV van Gelre om zijn aanspraken op Gelre kracht bij te zetten. Adolf huwde voor de tweede maal met Elisabeth van Beieren († 1468), uit het Huis Wittelsbach. Geen van deze twee huwelijken gaf hem opvolgers.

## Vrijgevochten
Adolf was een vechtjas en vocht als jonge prins voortdurend tegen zijn vader. Deze laatste schonk hem jaarlijks geld uit de schatkist, wat in die tijd ongebruikelijk was. Zijn vader gaf hem tijdelijk het graafschap Ravensberg (1395-1402), kwestie van Adolf andere inkomsten te bezorgen. Adolf zette tweemaal zijn vader gevangen (1396 en 1402), zodat hij geld bekwam bij de vrijlating. Naar believen veroverde Adolf burchten en landgoederen in Berg, waarvan hij de opbrengsten opstreek. Hij verjoeg eens zijn moeder uit de hertogelijke residentiestad Düsseldorf, zodat zij hulp zocht van haar broer, de Rooms-Duitse keizer Robert van de Palts. De keizer trof een verzoening tussen Adolf en zijn ouders, weliswaar na Adolf bedreigd te hebben met de rijksban. Tegen de vorsten van de buurlanden, de prins-aartsbisschop van Keulen en graaf Adolf IV, de graaf van Kleef en van Mark, trok Adolf regelmatig ten strijde met het leger van zijn vader. Op den duur had kroonprins Adolf het hele hertogdom Berg veroverd; het resterend gebied kwam tijdelijk in handen van een zekere Jan van Loon. Deze laatste noemde zich heer van Berg.
Adolfs jongere broer, Willem, prins-bisschop van Paderborn, was Adolf reeds in 1402 opgevolgd als graaf van Ravensberg.

## Hertog van Berg
In 1408 stierf vader Willem. Adolf volgde hem op als hertog van Berg. Het gevecht om gebiedsuitbreiding voor Berg kon beginnen.
- Zijn eerste oorlog was tegen de nieuw verkozen prins-aartsbisschop van Keulen, Dieter van Moers.[10] Adolf wou met geweld zijn jongere broer Willem op de bisschopstroon. Adolf verloor de laatste veldslag hierover in 1416.
- Wanneer zijn schoonbroer, hertog Edward III van Bar, sneuvelde in de slag bij Azincourt (1415) zonder nakomelingen, trok Adolf met zijn leger naar de Moezelstreek. De Rooms-Duitse keizer Sigismund benoemde Adolf tot markgraaf van Pont-à-Mousson. Dit (symbolisch) markiezaat was een grenspost van het hertogdom Bar en lag aan een brug over de Moezel. Een jarenlange oorlog in Bar sleepte aan, met Adolfs uitvalbasis in Pont-à-Mousson. In 1422 verloor Adolf finaal de veldtocht in Bar, tegen de nieuwe hertog René I van Anjou.[11]
- Zijn laatste oorlog startte Adolf in 1423: de tweede Gelderse successieoorlog. Reinoud, hertog van Gelre en hertog van Gulik stierf zonder nakomelingen. Adolf boekte onmiddellijk succes door de hertogskroon van Gulik te veroveren. Gulik aan de Roer lag overigens voor Adolf dichterbij dan Bar aan de Moezel. Het noordelijk gelegen hertogdom Gelre kon hij maar niet veroveren. Adolf stierf in 1437.

## Opvolging
Adolf stierf in de abdij Gross Sankt Martin in Keulen. Hij werd begraven in de abdij van Altenberg, bij zijn voorouders van het Huis Gulik-Heimbach; de abdij was gelegen in het huidige Odenthal (toen hertogdom Berg). Zijn neef Gerard van Gulik-Berg was ondertussen graaf van Ravensberg geworden en volgde Adolf op als dubbel-hertog van Berg en Gulik.

## Historisch belang
Het dubbel-hertogdom Gulik-Berg dat Adolf bijeen gevochten had, bleef een personele unie gedurende meer dan drie eeuwen. Het verdween met de Franse Revolutie. Gulik en Berg, respectievelijk aan de linkeroever en de rechteroever van de Rijn, omcirkelden het prins-aartsbisdom Keulen eeuwenlang. 

## Voorouders
| Voorouders van Adolf van Gulik-Berg | Voorouders van Adolf van Gulik-Berg                                   | Voorouders van Adolf van Gulik-Berg                                   | Voorouders van Adolf van Gulik-Berg                                  | Voorouders van Adolf van Gulik-Berg                                  | Voorouders van Adolf van Gulik-Berg                                    | Voorouders van Adolf van Gulik-Berg                                    | Voorouders van Adolf van Gulik-Berg                                    | Voorouders van Adolf van Gulik-Berg                                    |
| ----------------------------------- | --------------------------------------------------------------------- | --------------------------------------------------------------------- | -------------------------------------------------------------------- | -------------------------------------------------------------------- | ---------------------------------------------------------------------- | ---------------------------------------------------------------------- | ---------------------------------------------------------------------- | ---------------------------------------------------------------------- |
| Overgrootouders                     | Willem VI van Gulik (1299-1361) ∞ Johanna van Henegouwen (1315-1374), | Willem VI van Gulik (1299-1361) ∞ Johanna van Henegouwen (1315-1374), | Otto IV van Ravensberg (1276-1328) ∞ Margaretha van Berg (1285-1340) | Otto IV van Ravensberg (1276-1328) ∞ Margaretha van Berg (1285-1340) | Adolf van de Palts (1300-1327) ∞ Irmengard van Oettingen (1310-1389)   | Adolf van de Palts (1300-1327) ∞ Irmengard van Oettingen (1310-1389)   | Peter II van Sicilië (1304-1342) ∞ Elisabeth van Karinthië (-)         | Peter II van Sicilië (1304-1342) ∞ Elisabeth van Karinthië (-)         |
| Grootouders                         | Gerard van Berg (1325-1360) ∞ Margaretha van Ravensberg (?-1389)      | Gerard van Berg (1325-1360) ∞ Margaretha van Ravensberg (?-1389)      | Gerard van Berg (1325-1360) ∞ Margaretha van Ravensberg (?-1389)     | Gerard van Berg (1325-1360) ∞ Margaretha van Ravensberg (?-1389)     | Ruprecht II van de Palts (1325-1398) ∞ Beatrix van Sicilië (1326-1365) | Ruprecht II van de Palts (1325-1398) ∞ Beatrix van Sicilië (1326-1365) | Ruprecht II van de Palts (1325-1398) ∞ Beatrix van Sicilië (1326-1365) | Ruprecht II van de Palts (1325-1398) ∞ Beatrix van Sicilië (1326-1365) |
| Ouders                              | Willem I/II van Berg (1348-1408) ∞ Anna van de Palts (?-1389)         | Willem I/II van Berg (1348-1408) ∞ Anna van de Palts (?-1389)         | Willem I/II van Berg (1348-1408) ∞ Anna van de Palts (?-1389)        | Willem I/II van Berg (1348-1408) ∞ Anna van de Palts (?-1389)        | Willem I/II van Berg (1348-1408) ∞ Anna van de Palts (?-1389)          | Willem I/II van Berg (1348-1408) ∞ Anna van de Palts (?-1389)          | Willem I/II van Berg (1348-1408) ∞ Anna van de Palts (?-1389)          | Willem I/II van Berg (1348-1408) ∞ Anna van de Palts (?-1389)          |
| Adolf van Gulik-Berg (1370-1437)    |                                                                       |                                                                       |                                                                      |                                                                      |                                                                        |                                                                        |                                                                        |                                                                        |